# Lower Darwen
Lower Darwen är en ort i distriktet Blackburn with Darwen, i grevskapet Lancashire, i England. Lower Darwen var en civil parish 1866–1893 när blev den en del av Blackburn. Civil parish hade 5 573 invånare år 1891.